# Martinsturm (Klingenmünster)
Der Martinsturm ist ein 14 m hoher Aussichtsturm in der Nähe der pfälzischen Ortsgemeinde Klingenmünster (Rheinland-Pfalz). Der Turm auf dem 503,7 m ü. NHN hohen Treutelsberg wurde 1886 aus Sandstein errichtet und in den 1990er Jahren umfassend renoviert. Er steht unter Denkmalschutz und gehört zu den Kulturdenkmälern von Klingenmünster. Früher diente er auch dem Waldbrandschutz, heute hat er allein touristische Bedeutung. Bei guter Fernsicht reicht das Panorama bis in den Odenwald, den Schwarzwald und die Vogesen.

## Geographische Lage
Der Martinsturm liegt etwa 2,5 km nordwestlich der Weinbaugemeinde Klingenmünster. Der Treutelsberg, ein dreigliedriger Kegelrückenberg, trägt auf seiner höchsten Kuppe, die auch Treutelskopf genannt wird, den Aussichtsturm. Der Berg ist Teil des östlichen Pfälzerwaldrandes, der das Gebirge zur Rheinebene hin abgrenzt. Zugleich gehört er zum Wasgau, einem die deutsch-französische Grenze überschreitenden Mittelgebirgsraum, der vom südlichen Pfälzerwald gebildet wird. Markante geographische Grenzen der Gegend sind im Osten die Rheinebene sowie im Süden und Norden die Täler des Kling- bzw. des Kaiserbachs. Dagegen findet westlich des Treutelsbergs ein eher allmählicher Übergang zu den Verebnungsflächen um die Ortsgemeinden Völkersweiler und Gossersweiler-Stein statt.

## Baugeschichte
Die Angaben über Planung und Bau des Turms differieren in verschiedenen Quellen zum Teil geringfügig.
Im Frühsommer des Jahres 1886 fanden zwischen dem Direktor Ferdinand Karrer von der damaligen Kreisirrenanstalt Klingenmünster und dem Königlichen Forstamt Annweiler Gespräche statt, die sich mit dem Plan befassten, auf dem Treutelsberg einen „Verschönerungsturm“ zu errichten. Bereits im August 1886 erhielt der Bauunternehmer Peter Meisel aus Klingenmünster den Auftrag zum Bau, der innerhalb von drei Monaten unter der Bauleitung des Ingenieurs und Architekten Heinrich Kling aus Landau ausgeführt wurde. Die Finanzierung der Baukosten von 800 Mark übernahmen die beiden begüterten Brüder eines Patienten namens Martin Waldthausen, der über längere Zeit in der Nervenklinik behandelt wurde und dort lebte. Die Einweihung des Turms erfolgte am 11. November 1886, dem Namenstag des Patienten. Zur Einweihungsfeier spendete die Familie Waldthausen weitere 200 Mark, die für ein Fest im Garten der Anstalt mit Feuerwerk und Festessen verwendet wurden. Mit diesen Spenden dokumentierte die Familie ihren Dank und ihre Wertschätzung gegenüber der Klinik und der in ihr geleisteten Arbeit. Das neue Bauwerk erhielt nach dem Vornamen des Patienten die Bezeichnung „Martinsturm“.
Eigentümer des Turms war die damalige Kreisirrenanstalt in Klingenmünster. Heute ist der Turm in den Besitz des Landes Rheinland-Pfalz unter der Zuständigkeit des Forstamtes Annweiler übergegangen. Neben seiner touristischen Funktion diente der Turm auch über einige Jahrzehnte als Beobachtungswarte des Brandwachdienstes. Von 1991 bis 1999 wurden am Turm durch den Pfälzerwald-Verein in Zusammenarbeit mit dem Klinikum und der Forstverwaltung umfangreiche Renovierungsarbeiten vorgenommen; unter anderem wurde dabei auch ein neues Kupferdach installiert. In einer offiziellen Festveranstaltung am Martinsturm und im Pfalzklinikum wurde am 11. November 2011 das 125-jährige Jubiläum des Turms gefeiert.

## Architektur
Der aus behauenem Sandstein errichtete Martinsturm besteht aus dem eigentlichen Aussichtsturm und einer vorgesetzten Freitreppe. Der Turm ist rund und besitzt einen Durchmesser von 3,5 m. Insgesamt ist er 14 m hoch, wobei 12 m über Grund die Aussichtsplattform liegt, über die eine Dachkonstruktion mit Kupferdach gesetzt ist. Bis zur Aussichtsplattform sind insgesamt 44 Stufen zu bewältigen. Am Ende der aus elf Stufen bestehenden Freitreppe betritt man das nur durch kleine Luken schwach belichtete Treppenhaus, in dem auf einer oben sehr steilen Wendeltreppe nach 33 Stufen die Aussichtsplattform erreicht wird. Diese ist von einer etwa hüfthohen Sandsteinbrüstung mit zusätzlichem Geländer umgeben. Auf der Brüstung sind in regelmäßigen Abständen acht Holzpfähle verankert, die einerseits zur Befestigung des Geländers dienen und andererseits das ebenfalls achteckige Kupferdach tragen.
Im Eingangsbereich des Turms befinden sich zwei Widmungstafeln, die an wesentliche Stationen seiner Baugeschichte erinnern. Mehrere Sitzgruppen in seinem Umkreis können als Rastplatz genutzt werden.

## Erreichbarkeit

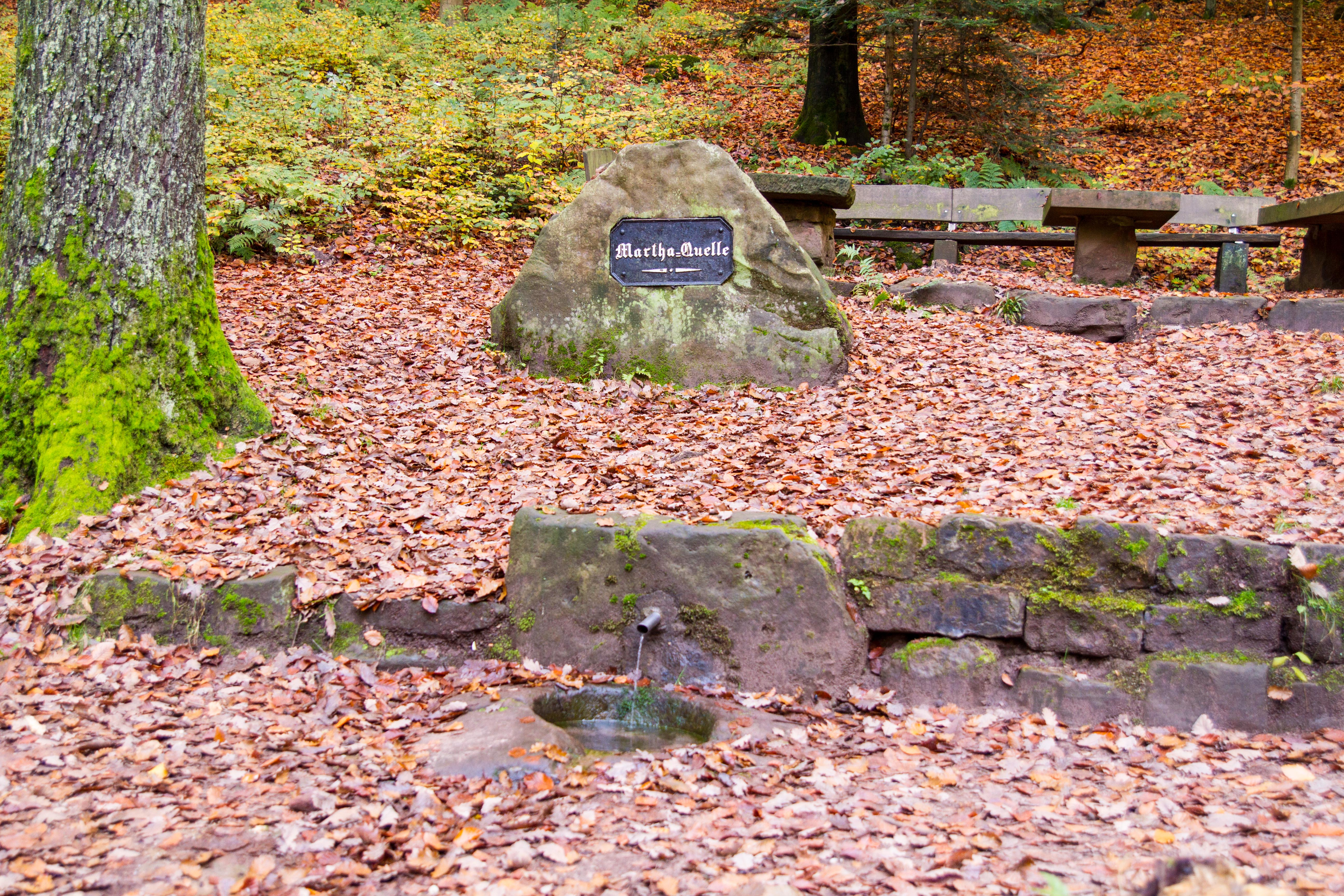
Marthaquelle

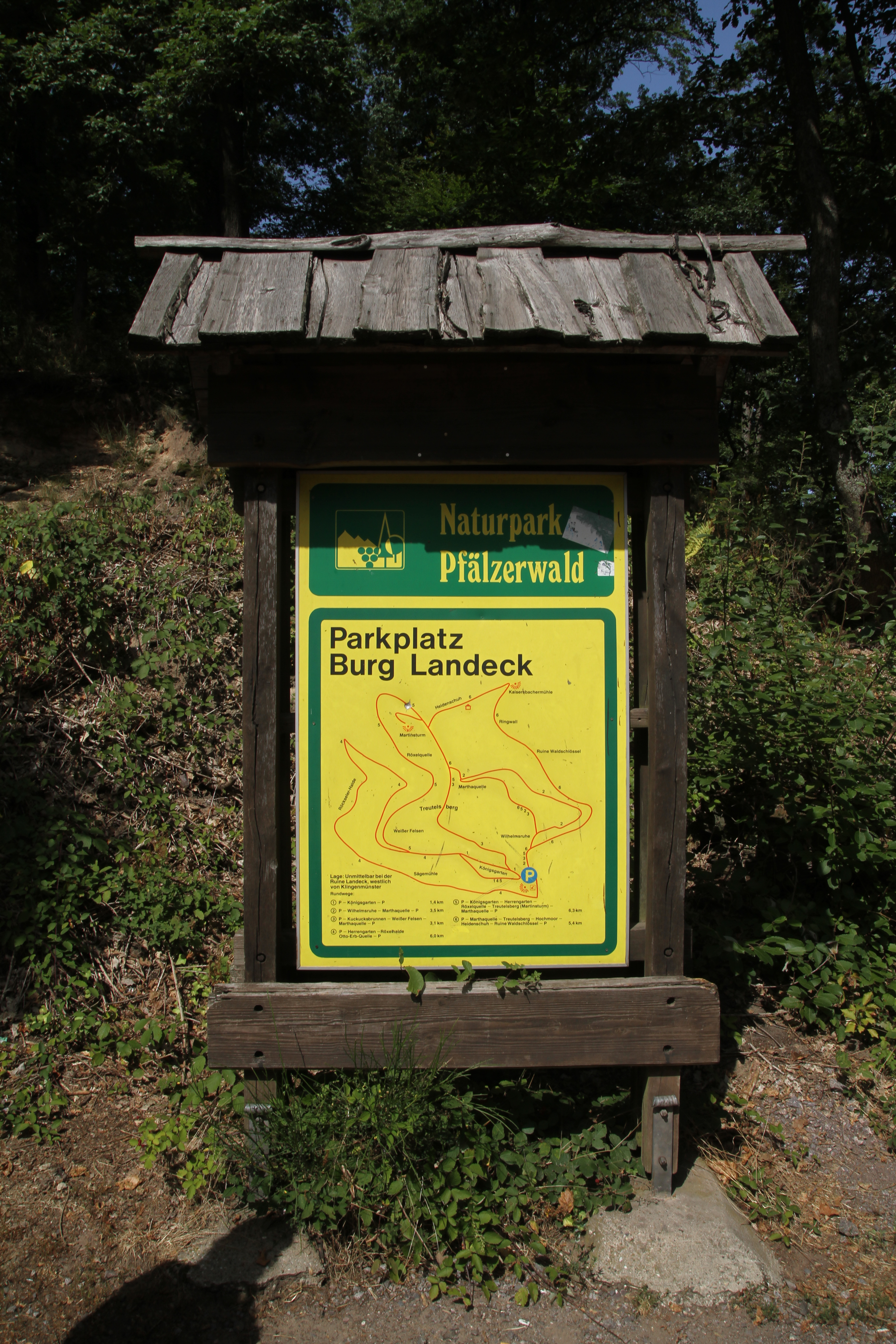
Wanderweg zum Turm

Der Gipfel des Treutelsbergs mit dem Martinsturm ist nicht mit dem privaten Pkw, sondern nur zu Fuß über verschiedene Wanderwege erreichbar. Für forstwirtschaftliche Zwecke ist ein befahrbarer Weg vorhanden.
Ein Aufstieg für Wanderer beginnt bei der Pfalzklinik und führt mit der Markierung „grünes Dreieck auf weißem Grund“ über die Burg Waldschlössel und die mittelalterliche Fliehburg Heidenschuh zum Aussichtsturm. Daneben kann der Berg auch von Klingenmünster mit der Markierung „weißes Dreieck“ über Burg Landeck und Marthaquelle erwandert werden. Mindestens dreieinhalb Stunden reine Gehzeit nimmt die „Drei-Burgen-Wanderung“ in Anspruch, welche die verschiedenen Aufstiegsmöglichkeiten zum Martinsturm zu einem 12-km-Rundweg mit kleineren Zwischenzielen und den Burgen Waldschlössel, Heidenschuh und Landeck kombiniert.

## Aussicht

### Panorama
Der Martinsturm bietet ein 360°-Panorama, das allerdings an einigen Stellen durch Baumbewuchs etwas eingeschränkt wird. Nach Norden und Nordwesten fallen zunächst das tiefeingeschnittene Kaiserbachtal mit der Gemeinde Waldrohrbach und dahinter die Kegelberge der „Burgdreifaltigkeit“ Trifels, Anebos und Scharfenberg ins Auge, die nordwestlich von der markanten Bergpyramide des Rehbergs (576,8 m) überragt werden.
In nordöstlicher Richtung sind Teile des Gebirgsrandes sichtbar, wobei der direkt gegenüberliegende Rothenberg (476,3 m) mit der Madenburg besonders hervorsticht. Weiter im Osten sieht man die Vorhügelzone der Weinstraße mit ihren zahlreichen Winzerdörfern, außerdem bei guter Fernsicht die Silhouette des Speyerer Doms und in etwa 60 bis 70 km Entfernung den westlichen Odenwald. Richtung Südosten und Süden überblickt man erneut Teile der Rheinebene, den Bienwald und dahinter den Großraum Karlsruhe mit seinen Industrieanlagen. Bei klarer Sicht erkennt man die charakteristischen Umrisse des Straßburger Münsters und noch weiter im Süden die 80 bis 90 km entfernte Bergkette des Nordschwarzwalds, wobei Badener Höhe (1002,2 m) und Hornisgrinde (1164,4 m) gut zu sehen sind.
Richtung Südwesten präsentiert sich dem Betrachter die vielgliedrige Kuppenlandschaft des Wasgauer Felsenlands. Zu sehen sind zum Beispiel der prägnante Bergkegel von Burg Lindelbrunn und weiter südlich im Grenzgebiet Pfalz/Elsass ein ebenfalls herausragender kegelförmiger Doppelgipfel, der die Wegeln- (570,9 m) und die Hohenburg (551 m) trägt. Bei geeigneten Sichtverhältnissen erscheinen dahinter der Große Wintersberg im benachbarten Elsass, mit 581 m höchster Berg des gesamten Wasgaus, und schon jenseits der Zaberner Steige in einer Entfernung von etwa 80 bis 90 km die bis zu 1000 m hohen Berge der Nordvogesen (Mutzigfelsen, 1009 m; Donon, 1008 m).

### Burgen
Vom Turm aus bietet sich ein weiter Blick auf verschiedene Burgen. Im Norden sieht man die Reichsburg Trifels, die Felsenburg Anebos und die Burg Scharfenberg. Im Nordosten ist die Madenburg sichtbar. Nach Süden lassen sich bei guter Sicht die Wegelnburg und die Hohenburg erkennen. Die nahe Burg Landeck ist durch Wald und Hang verdeckt.

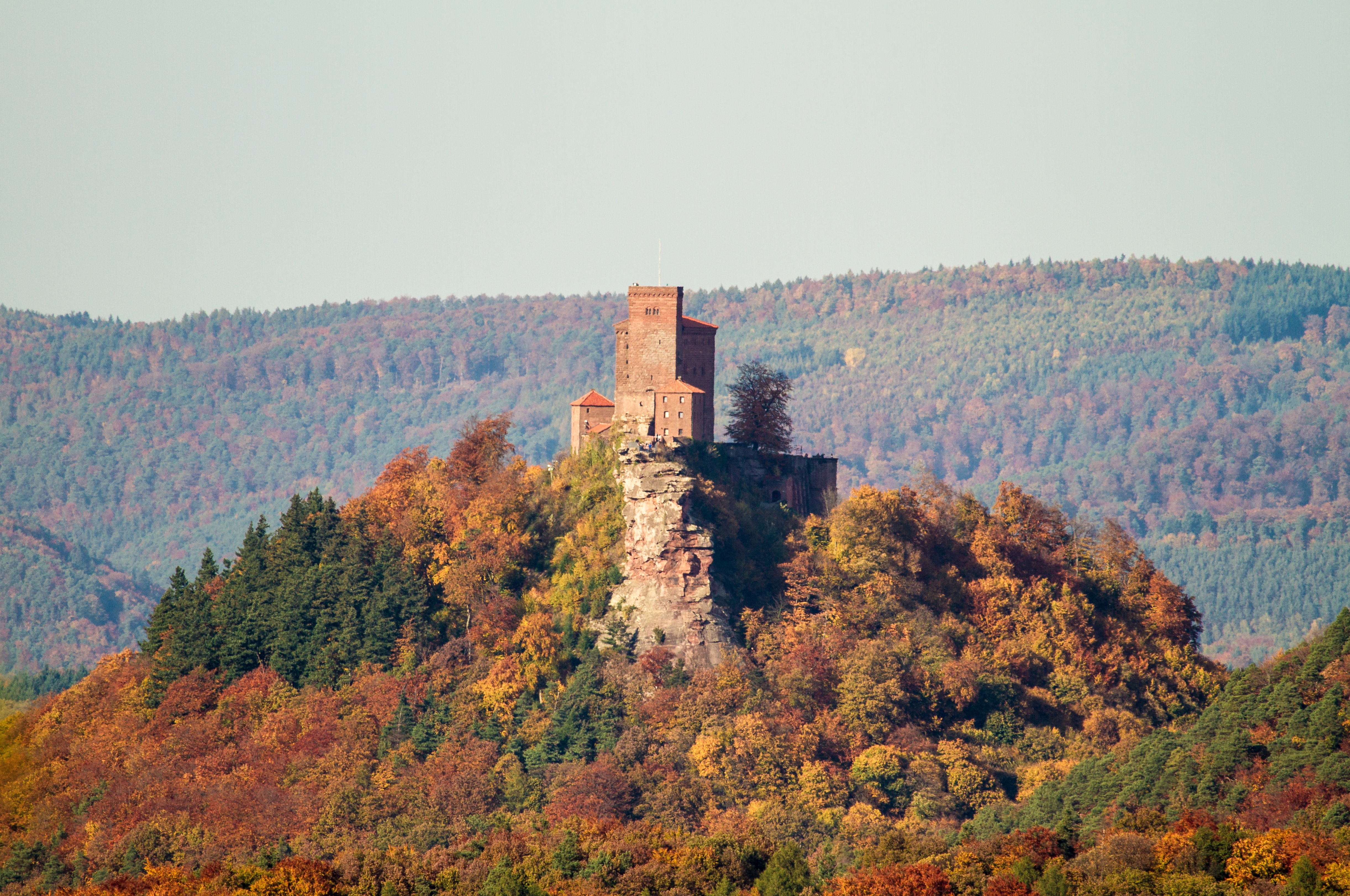
Blick nach Norden auf Reichsburg Trifels
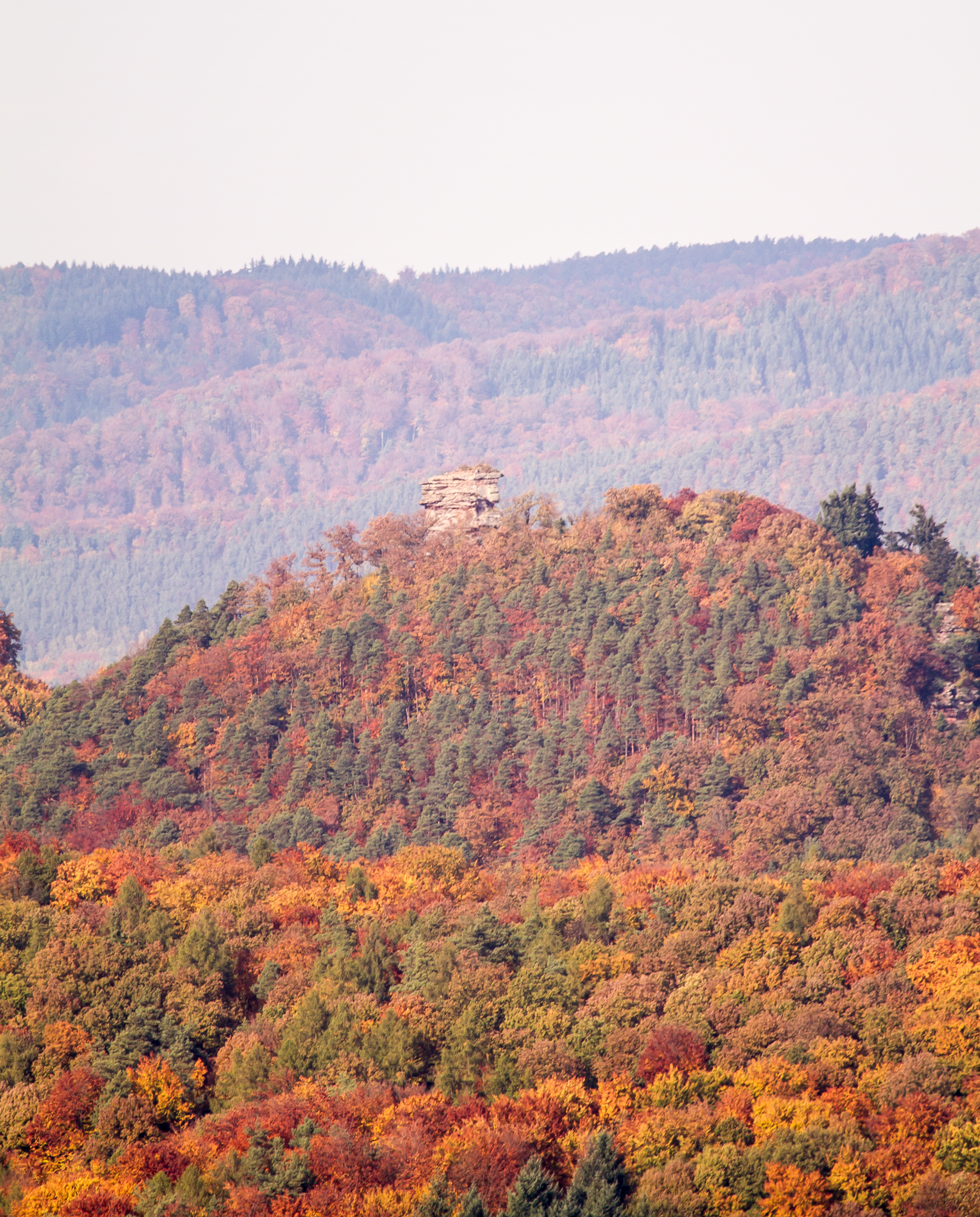
Blick nach Norden auf Felsenburg Anebos
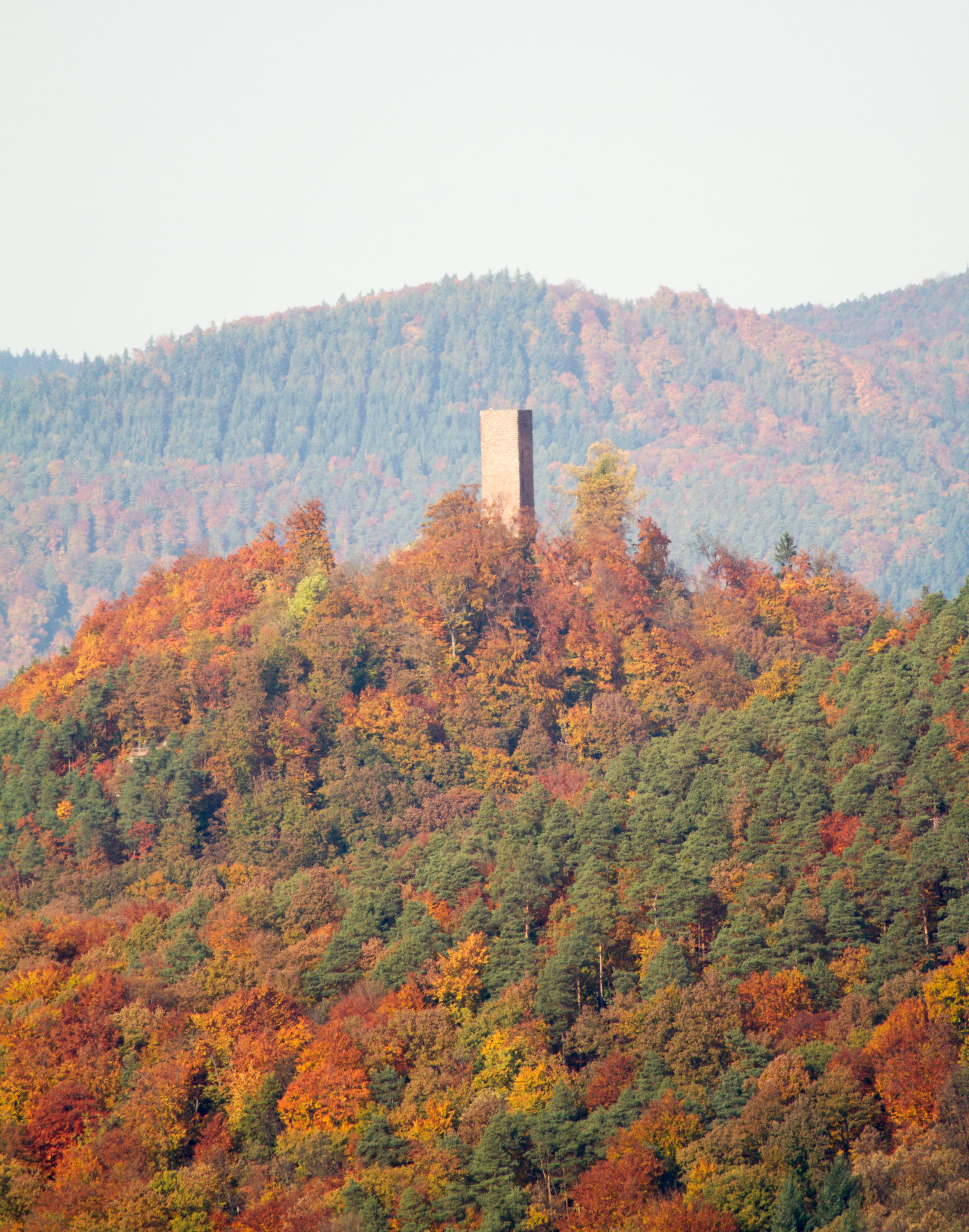
Blick nach Norden auf Burg Scharfenberg
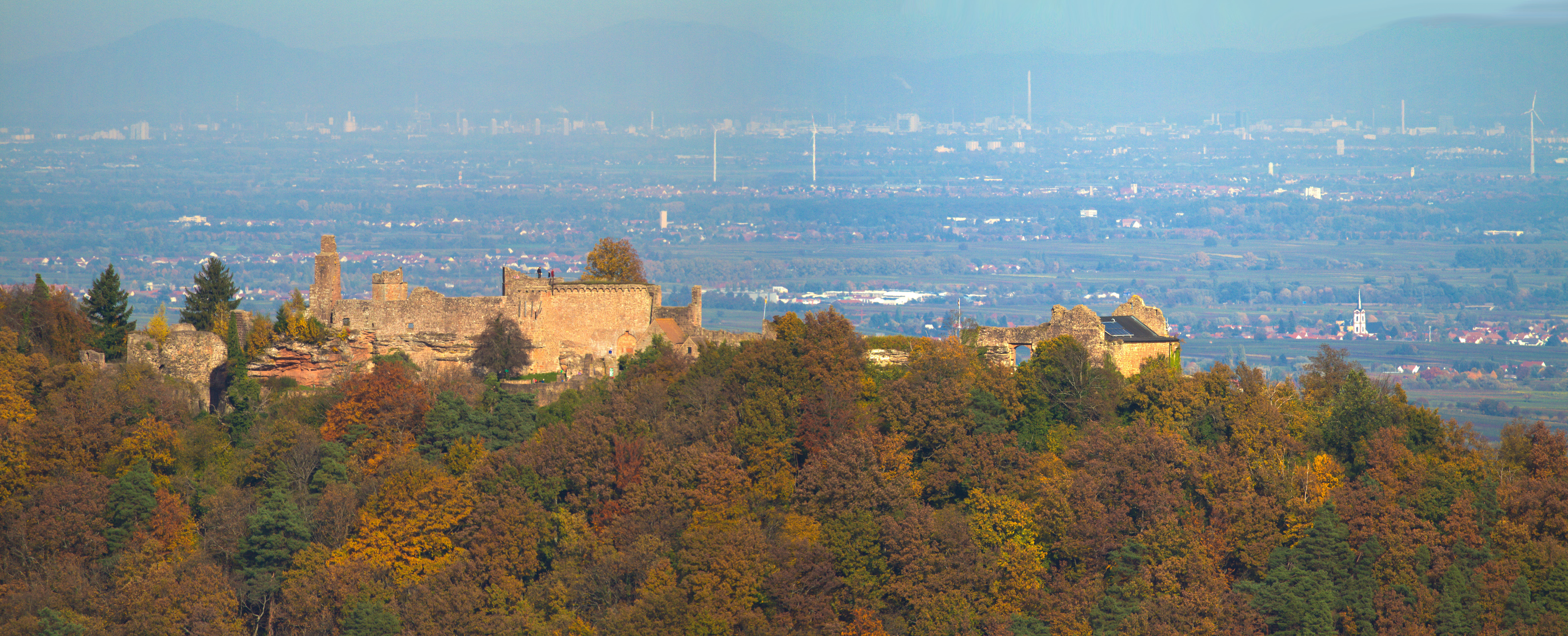
Blick nach Nordosten auf die Madenburg; im Hintergrund die Oberrheinische Tiefebene